# Liste der Stolpersteine in Essen – Bezirk VII
Die Liste der Stolpersteine in Essen enthält alle Stolpersteine, die im Rahmen des gleichnamigen Projekts von Gunter Demnig in Essen verlegt wurden. Mit ihnen soll an Opfer des Nationalsozialismus erinnert werden, die in Essen lebten und wirkten.
Drei im Oktober 2023 in Essen-Steele verlegte Stolpersteine wurden Mitte November 2023 von Unbekannten aus dem Boden gerissen und gestohlen.

## Steele
| Adresse                       | Verlegedatum | Inschrift/Name | Bild | Anmerkung |
| ----------------------------- | --- | --- | ---- | --- |
| Alte Zeilen 18 ·              | 28. Apr. 2015 | HIER WOHNTE HARRY HOLLÄNDER JG. 1906 DEPORTIERT 1942 IZBICA ERMORDET |      | Max Hollander (* 30. Oktober 1875 in Röhe) und seine Frau Laura Holländer, geborene Rosenberg, (* 6. August 1877 in Dortmund) zogen 1902 nach Essen Steele und bekamen die Kinder Heinz Holländer (* 12. April 1903 in Essen) und Harry Holländer (* 8. Februar 1906 in Essen). Sie wohnten zunächst in der Bochumer Straße, später in Alte Zeilen wo Laura Holländers Schwester Pauline Würzburger, geborene Rosenberg, wohnte. Max Holländer war im Ersten Weltkrieg mit dem Ehrenkreuz für Frontkämpfer ausgezeichnet worden und war lange Repräsentant der jüdischen Gemeinde in Steele. Heinz und Harry Holländer wurde „Rassenschande“ vorgeworfen, 1936 wurde Heinz zu sechs Monaten Haft verurteilt, Harry wurde 1937 denunziert. Heinz floh nach seiner Haft nach Holland.1938 verlor Max Holländer seine Selbstständigkeit, in der Nacht des Novemberpogrom 1938 war Harry bei seinen Eltern. Max Holländer wurde für neun Tage verhaftet, Harry wurde geschlagen. Anfang 1940 schließlich verloren Max und Laura Holländer ihre Wohnung und mussten in ein „Judenhaus“ ziehen. Heinz Holländer, der in die Niederlande geflohen war, wurde nach dem deutschen Überfall 1940 gefangen genommen und im September 1940 ins KZ Groß-Rosen eingewiesen. Am 11. Juni 1942 wurde Heinz Holländer „bei der Flucht aus dem Lagerbereich“ erschossen. Das Ehepaar Max und Laura Holländer, ihr Sohn Harry Holländer und dessen Frau Grete Holländer, geborene Levy, wurden am 22. April 1942 von Essen nach Izbica deportiert, wo sie ermordet wurden. |
| Alte Zeilen 18 ·              | 28. Apr. 2015 | HIER WOHNTE HEINZ HOLLÄNDER JG. 1903 DEPORTIERT 1941 GROSS-ROSEN ERMORDET 11.6.1942 |      | Max Hollander (* 30. Oktober 1875 in Röhe) und seine Frau Laura Holländer, geborene Rosenberg, (* 6. August 1877 in Dortmund) zogen 1902 nach Essen Steele und bekamen die Kinder Heinz Holländer (* 12. April 1903 in Essen) und Harry Holländer (* 8. Februar 1906 in Essen). Sie wohnten zunächst in der Bochumer Straße, später in Alte Zeilen wo Laura Holländers Schwester Pauline Würzburger, geborene Rosenberg, wohnte. Max Holländer war im Ersten Weltkrieg mit dem Ehrenkreuz für Frontkämpfer ausgezeichnet worden und war lange Repräsentant der jüdischen Gemeinde in Steele. Heinz und Harry Holländer wurde „Rassenschande“ vorgeworfen, 1936 wurde Heinz zu sechs Monaten Haft verurteilt, Harry wurde 1937 denunziert. Heinz floh nach seiner Haft nach Holland.1938 verlor Max Holländer seine Selbstständigkeit, in der Nacht des Novemberpogrom 1938 war Harry bei seinen Eltern. Max Holländer wurde für neun Tage verhaftet, Harry wurde geschlagen. Anfang 1940 schließlich verloren Max und Laura Holländer ihre Wohnung und mussten in ein „Judenhaus“ ziehen. Heinz Holländer, der in die Niederlande geflohen war, wurde nach dem deutschen Überfall 1940 gefangen genommen und im September 1940 ins KZ Groß-Rosen eingewiesen. Am 11. Juni 1942 wurde Heinz Holländer „bei der Flucht aus dem Lagerbereich“ erschossen. Das Ehepaar Max und Laura Holländer, ihr Sohn Harry Holländer und dessen Frau Grete Holländer, geborene Levy, wurden am 22. April 1942 von Essen nach Izbica deportiert, wo sie ermordet wurden. |
| Alte Zeilen 18 ·              | 28. Apr. 2015 | HIER WOHNTE MAX HOLLÄNDER JG. 1875 DEPORTIERT 1942 IZBICA ERMORDET |      | Max Hollander (* 30. Oktober 1875 in Röhe) und seine Frau Laura Holländer, geborene Rosenberg, (* 6. August 1877 in Dortmund) zogen 1902 nach Essen Steele und bekamen die Kinder Heinz Holländer (* 12. April 1903 in Essen) und Harry Holländer (* 8. Februar 1906 in Essen). Sie wohnten zunächst in der Bochumer Straße, später in Alte Zeilen wo Laura Holländers Schwester Pauline Würzburger, geborene Rosenberg, wohnte. Max Holländer war im Ersten Weltkrieg mit dem Ehrenkreuz für Frontkämpfer ausgezeichnet worden und war lange Repräsentant der jüdischen Gemeinde in Steele. Heinz und Harry Holländer wurde „Rassenschande“ vorgeworfen, 1936 wurde Heinz zu sechs Monaten Haft verurteilt, Harry wurde 1937 denunziert. Heinz floh nach seiner Haft nach Holland.1938 verlor Max Holländer seine Selbstständigkeit, in der Nacht des Novemberpogrom 1938 war Harry bei seinen Eltern. Max Holländer wurde für neun Tage verhaftet, Harry wurde geschlagen. Anfang 1940 schließlich verloren Max und Laura Holländer ihre Wohnung und mussten in ein „Judenhaus“ ziehen. Heinz Holländer, der in die Niederlande geflohen war, wurde nach dem deutschen Überfall 1940 gefangen genommen und im September 1940 ins KZ Groß-Rosen eingewiesen. Am 11. Juni 1942 wurde Heinz Holländer „bei der Flucht aus dem Lagerbereich“ erschossen. Das Ehepaar Max und Laura Holländer, ihr Sohn Harry Holländer und dessen Frau Grete Holländer, geborene Levy, wurden am 22. April 1942 von Essen nach Izbica deportiert, wo sie ermordet wurden. |
| Alte Zeilen 18 ·              | 28. Apr. 2015 | HIER WOHNTE LAURA ELLI HOLLÄNDER GEB. ROSENBERG JG. 1877 DEPORTIERT 1942 IZBICA ERMORDET |      | Max Hollander (* 30. Oktober 1875 in Röhe) und seine Frau Laura Holländer, geborene Rosenberg, (* 6. August 1877 in Dortmund) zogen 1902 nach Essen Steele und bekamen die Kinder Heinz Holländer (* 12. April 1903 in Essen) und Harry Holländer (* 8. Februar 1906 in Essen). Sie wohnten zunächst in der Bochumer Straße, später in Alte Zeilen wo Laura Holländers Schwester Pauline Würzburger, geborene Rosenberg, wohnte. Max Holländer war im Ersten Weltkrieg mit dem Ehrenkreuz für Frontkämpfer ausgezeichnet worden und war lange Repräsentant der jüdischen Gemeinde in Steele. Heinz und Harry Holländer wurde „Rassenschande“ vorgeworfen, 1936 wurde Heinz zu sechs Monaten Haft verurteilt, Harry wurde 1937 denunziert. Heinz floh nach seiner Haft nach Holland.1938 verlor Max Holländer seine Selbstständigkeit, in der Nacht des Novemberpogrom 1938 war Harry bei seinen Eltern. Max Holländer wurde für neun Tage verhaftet, Harry wurde geschlagen. Anfang 1940 schließlich verloren Max und Laura Holländer ihre Wohnung und mussten in ein „Judenhaus“ ziehen. Heinz Holländer, der in die Niederlande geflohen war, wurde nach dem deutschen Überfall 1940 gefangen genommen und im September 1940 ins KZ Groß-Rosen eingewiesen. Am 11. Juni 1942 wurde Heinz Holländer „bei der Flucht aus dem Lagerbereich“ erschossen. Das Ehepaar Max und Laura Holländer, ihr Sohn Harry Holländer und dessen Frau Grete Holländer, geborene Levy, wurden am 22. April 1942 von Essen nach Izbica deportiert, wo sie ermordet wurden. |
| Alte Zeilen 21 ·              | 28. Apr. 2015 | HIER WOHNTE RUTH MEYER GEB. WÜRZBURGER JG. 1911 DEPORTIERT 1943 SOBIBOR ERMORDET 7.6.1943 |      | Sally Würzburger (* 24. September 1879 in Bad Camberg) und seine Frau Pauline Würzburger (geborene Rosenberg; * 20. April 1883 in Dortmund; Schwester von Laura Eilli Holländer) hatten zwei Kinder: Manfred (* 1909 in Dortmund) und Ruth (* 16. Oktober 1911 in Dortmund). Nach dem Ersten Weltkrieg, in dem Sally Würzburger das Ehrenkreuz für Frontkämpfer verliehen worden war, zog die Familie nach Steele. Nach der Machtergreifung floh Manfred Würzburger bereits im Mai 1933 in die Niederlande. Seine Schwester Ruth folgte ihm 1936, heirate dort Erich Norbert Meyer und bekam 1938 einen Sohn. Pauline und Sally Würzburger blieben in Steele, Sally verlor seine Beschäftigung, so dass sie von den Rücklagen leben mussten. Während der Novemberpogrome 1938 wurde Sally Würzburger für zwei Wochen inhaftiert. In den folgenden Jahren wurde Sally zur Zwangsarbeit verpflichtet. Am 22. April 1942 wurden Sally Würzburger und seine Frau Pauline Würzburger ins Ghetto Izbica deportiert und an einem unbekannten Datum ermordet. Ruth Meyer, ihr Mann Erich Norbert Meyer und ihr Sohn Lothar Meyer wurden 1943 verhaftet und im Durchgangslager Westerbork interniert, von wo sie am 4. Mai 1943 ins Vernichtungslager Sobibor transportiert und wenige Tage später ermordet wurden. |
| Alte Zeilen 21 ·              | 28. Apr. 2015 | HIER WOHNTE SALLY WÜRZBURGER JG. 1879 DEPORTIERT 1942 IZBICA ERMORDET |      | Sally Würzburger (* 24. September 1879 in Bad Camberg) und seine Frau Pauline Würzburger (geborene Rosenberg; * 20. April 1883 in Dortmund; Schwester von Laura Eilli Holländer) hatten zwei Kinder: Manfred (* 1909 in Dortmund) und Ruth (* 16. Oktober 1911 in Dortmund). Nach dem Ersten Weltkrieg, in dem Sally Würzburger das Ehrenkreuz für Frontkämpfer verliehen worden war, zog die Familie nach Steele. Nach der Machtergreifung floh Manfred Würzburger bereits im Mai 1933 in die Niederlande. Seine Schwester Ruth folgte ihm 1936, heirate dort Erich Norbert Meyer und bekam 1938 einen Sohn. Pauline und Sally Würzburger blieben in Steele, Sally verlor seine Beschäftigung, so dass sie von den Rücklagen leben mussten. Während der Novemberpogrome 1938 wurde Sally Würzburger für zwei Wochen inhaftiert. In den folgenden Jahren wurde Sally zur Zwangsarbeit verpflichtet. Am 22. April 1942 wurden Sally Würzburger und seine Frau Pauline Würzburger ins Ghetto Izbica deportiert und an einem unbekannten Datum ermordet. Ruth Meyer, ihr Mann Erich Norbert Meyer und ihr Sohn Lothar Meyer wurden 1943 verhaftet und im Durchgangslager Westerbork interniert, von wo sie am 4. Mai 1943 ins Vernichtungslager Sobibor transportiert und wenige Tage später ermordet wurden. |
| Alte Zeilen 21 ·              | 28. Apr. 2015 | HIER WOHNTE PAULINE WÜRZBURGER GEB. ROSENBERG JG. 1883 DEPORTIERT 1942 IZBICA ERMORDET |      | Sally Würzburger (* 24. September 1879 in Bad Camberg) und seine Frau Pauline Würzburger (geborene Rosenberg; * 20. April 1883 in Dortmund; Schwester von Laura Eilli Holländer) hatten zwei Kinder: Manfred (* 1909 in Dortmund) und Ruth (* 16. Oktober 1911 in Dortmund). Nach dem Ersten Weltkrieg, in dem Sally Würzburger das Ehrenkreuz für Frontkämpfer verliehen worden war, zog die Familie nach Steele. Nach der Machtergreifung floh Manfred Würzburger bereits im Mai 1933 in die Niederlande. Seine Schwester Ruth folgte ihm 1936, heirate dort Erich Norbert Meyer und bekam 1938 einen Sohn. Pauline und Sally Würzburger blieben in Steele, Sally verlor seine Beschäftigung, so dass sie von den Rücklagen leben mussten. Während der Novemberpogrome 1938 wurde Sally Würzburger für zwei Wochen inhaftiert. In den folgenden Jahren wurde Sally zur Zwangsarbeit verpflichtet. Am 22. April 1942 wurden Sally Würzburger und seine Frau Pauline Würzburger ins Ghetto Izbica deportiert und an einem unbekannten Datum ermordet. Ruth Meyer, ihr Mann Erich Norbert Meyer und ihr Sohn Lothar Meyer wurden 1943 verhaftet und im Durchgangslager Westerbork interniert, von wo sie am 4. Mai 1943 ins Vernichtungslager Sobibor transportiert und wenige Tage später ermordet wurden. |
| Alte Zeilen 22 ·              | 27. Nov. 2006 | HIER WOHNTE CLARA LOEWENSTEIN JG. 1932 DEPORTIERT 1942 IZBICA ERMORDET |      | Dr. Josef Loewenstein (* 3. August 1867 in Überruhr) heiratete 1897 seine Frau Kläre Loewenstein, geborene Gans. 1899 zog das Ehepaar in die ehemalige Königstraße, heutige Alte Zeilen in Steele und bekam vier Söhne, darunter Dr. Rudolf Loewenstein (* 6. März 1900 in Steele). Rudolf Loewenstein heiratete 1926 Margarethe Loewenstein (geborene Katzenstein; * 18. September 1901 in Steinheim), das Paar bekam zwei Kinder: Klaus Martin Loewenstein (* 16. März 1930) und Clara Loewenstein (* 9. Juni 1932). Josef Loewensteins Frau Kläre starb 1931. Rudolf Loewenstein war wie sein Vater Josef als Mediziner tätig und ließ sich mit seiner Familie in Soest nieder. Nach der Machtergreifung 1933 wurden die Praxen beider boykottiert, 1938 wurde den Ärzten ihre Zulassung entzogen. Am 7. November 1938 zog die Familie von Rudolf und Margarethe Loewenstein nach Steele zu Josef Loewenstein. Nur wenige Tage später wurde ihre Wohnung während der Novemberpogrome 1938 geplündert und zerstört. Im Mai 1942 mussten sie die Wohnung aufgeben und ins Barackenlager Holbeckshof ziehen. Rodolf Loewenstein, seine Frau Margarethe Loewenstein und deren Kinder Klaus Martin und Clara wurden am 22. April 1942 ins Ghetto Izbica transportiert und an einem unbekannten Datum ermordet. Josef Loewenstein wurde am 21. Juli 1942 zunächst von Steele nach Theresienstadt und am 21. September ins Vernichtungslager Treblinka transportiert, wo er ermordet wurde. |
| Alte Zeilen 22 ·              | 27. Nov. 2006 | HIER WOHNTE DR.JOSEF LOEWENSTEIN JG. 1867 DEPORTIERT 1942 ERMORDET IN THERESIENSTADT |      | Dr. Josef Loewenstein (* 3. August 1867 in Überruhr) heiratete 1897 seine Frau Kläre Loewenstein, geborene Gans. 1899 zog das Ehepaar in die ehemalige Königstraße, heutige Alte Zeilen in Steele und bekam vier Söhne, darunter Dr. Rudolf Loewenstein (* 6. März 1900 in Steele). Rudolf Loewenstein heiratete 1926 Margarethe Loewenstein (geborene Katzenstein; * 18. September 1901 in Steinheim), das Paar bekam zwei Kinder: Klaus Martin Loewenstein (* 16. März 1930) und Clara Loewenstein (* 9. Juni 1932). Josef Loewensteins Frau Kläre starb 1931. Rudolf Loewenstein war wie sein Vater Josef als Mediziner tätig und ließ sich mit seiner Familie in Soest nieder. Nach der Machtergreifung 1933 wurden die Praxen beider boykottiert, 1938 wurde den Ärzten ihre Zulassung entzogen. Am 7. November 1938 zog die Familie von Rudolf und Margarethe Loewenstein nach Steele zu Josef Loewenstein. Nur wenige Tage später wurde ihre Wohnung während der Novemberpogrome 1938 geplündert und zerstört. Im Mai 1942 mussten sie die Wohnung aufgeben und ins Barackenlager Holbeckshof ziehen. Rodolf Loewenstein, seine Frau Margarethe Loewenstein und deren Kinder Klaus Martin und Clara wurden am 22. April 1942 ins Ghetto Izbica transportiert und an einem unbekannten Datum ermordet. Josef Loewenstein wurde am 21. Juli 1942 zunächst von Steele nach Theresienstadt und am 21. September ins Vernichtungslager Treblinka transportiert, wo er ermordet wurde. |
| Alte Zeilen 22 ·              | 27. Nov. 2006 | HIER WOHNTE DR. RUDOLF LOEWENSTEIN JG. 1900 DEPORTIERT 1942 IZBICA ERMORDET |      | Dr. Josef Loewenstein (* 3. August 1867 in Überruhr) heiratete 1897 seine Frau Kläre Loewenstein, geborene Gans. 1899 zog das Ehepaar in die ehemalige Königstraße, heutige Alte Zeilen in Steele und bekam vier Söhne, darunter Dr. Rudolf Loewenstein (* 6. März 1900 in Steele). Rudolf Loewenstein heiratete 1926 Margarethe Loewenstein (geborene Katzenstein; * 18. September 1901 in Steinheim), das Paar bekam zwei Kinder: Klaus Martin Loewenstein (* 16. März 1930) und Clara Loewenstein (* 9. Juni 1932). Josef Loewensteins Frau Kläre starb 1931. Rudolf Loewenstein war wie sein Vater Josef als Mediziner tätig und ließ sich mit seiner Familie in Soest nieder. Nach der Machtergreifung 1933 wurden die Praxen beider boykottiert, 1938 wurde den Ärzten ihre Zulassung entzogen. Am 7. November 1938 zog die Familie von Rudolf und Margarethe Loewenstein nach Steele zu Josef Loewenstein. Nur wenige Tage später wurde ihre Wohnung während der Novemberpogrome 1938 geplündert und zerstört. Im Mai 1942 mussten sie die Wohnung aufgeben und ins Barackenlager Holbeckshof ziehen. Rodolf Loewenstein, seine Frau Margarethe Loewenstein und deren Kinder Klaus Martin und Clara wurden am 22. April 1942 ins Ghetto Izbica transportiert und an einem unbekannten Datum ermordet. Josef Loewenstein wurde am 21. Juli 1942 zunächst von Steele nach Theresienstadt und am 21. September ins Vernichtungslager Treblinka transportiert, wo er ermordet wurde. |
| Alte Zeilen 22 ·              | 27. Nov. 2006 | HIER WOHNTE KLAUS MARTIN LOEWENSTEIN JG. 1930 DEPORTIERT 1942 IZBICA ERMORDET |      | Dr. Josef Loewenstein (* 3. August 1867 in Überruhr) heiratete 1897 seine Frau Kläre Loewenstein, geborene Gans. 1899 zog das Ehepaar in die ehemalige Königstraße, heutige Alte Zeilen in Steele und bekam vier Söhne, darunter Dr. Rudolf Loewenstein (* 6. März 1900 in Steele). Rudolf Loewenstein heiratete 1926 Margarethe Loewenstein (geborene Katzenstein; * 18. September 1901 in Steinheim), das Paar bekam zwei Kinder: Klaus Martin Loewenstein (* 16. März 1930) und Clara Loewenstein (* 9. Juni 1932). Josef Loewensteins Frau Kläre starb 1931. Rudolf Loewenstein war wie sein Vater Josef als Mediziner tätig und ließ sich mit seiner Familie in Soest nieder. Nach der Machtergreifung 1933 wurden die Praxen beider boykottiert, 1938 wurde den Ärzten ihre Zulassung entzogen. Am 7. November 1938 zog die Familie von Rudolf und Margarethe Loewenstein nach Steele zu Josef Loewenstein. Nur wenige Tage später wurde ihre Wohnung während der Novemberpogrome 1938 geplündert und zerstört. Im Mai 1942 mussten sie die Wohnung aufgeben und ins Barackenlager Holbeckshof ziehen. Rodolf Loewenstein, seine Frau Margarethe Loewenstein und deren Kinder Klaus Martin und Clara wurden am 22. April 1942 ins Ghetto Izbica transportiert und an einem unbekannten Datum ermordet. Josef Loewenstein wurde am 21. Juli 1942 zunächst von Steele nach Theresienstadt und am 21. September ins Vernichtungslager Treblinka transportiert, wo er ermordet wurde. |
| Alte Zeilen 22 ·              | 27. Nov. 2006 | HIER WOHNTE MARGARETHE LOEWENSTEIN GEB.KATZENSTEIN JG. 1901 DEPORTIERT 1942 IZBICA ERMORDET |      | Dr. Josef Loewenstein (* 3. August 1867 in Überruhr) heiratete 1897 seine Frau Kläre Loewenstein, geborene Gans. 1899 zog das Ehepaar in die ehemalige Königstraße, heutige Alte Zeilen in Steele und bekam vier Söhne, darunter Dr. Rudolf Loewenstein (* 6. März 1900 in Steele). Rudolf Loewenstein heiratete 1926 Margarethe Loewenstein (geborene Katzenstein; * 18. September 1901 in Steinheim), das Paar bekam zwei Kinder: Klaus Martin Loewenstein (* 16. März 1930) und Clara Loewenstein (* 9. Juni 1932). Josef Loewensteins Frau Kläre starb 1931. Rudolf Loewenstein war wie sein Vater Josef als Mediziner tätig und ließ sich mit seiner Familie in Soest nieder. Nach der Machtergreifung 1933 wurden die Praxen beider boykottiert, 1938 wurde den Ärzten ihre Zulassung entzogen. Am 7. November 1938 zog die Familie von Rudolf und Margarethe Loewenstein nach Steele zu Josef Loewenstein. Nur wenige Tage später wurde ihre Wohnung während der Novemberpogrome 1938 geplündert und zerstört. Im Mai 1942 mussten sie die Wohnung aufgeben und ins Barackenlager Holbeckshof ziehen. Rodolf Loewenstein, seine Frau Margarethe Loewenstein und deren Kinder Klaus Martin und Clara wurden am 22. April 1942 ins Ghetto Izbica transportiert und an einem unbekannten Datum ermordet. Josef Loewenstein wurde am 21. Juli 1942 zunächst von Steele nach Theresienstadt und am 21. September ins Vernichtungslager Treblinka transportiert, wo er ermordet wurde. |
| Bochumer Straße 25 ·          | 27. Nov. 2006 | HIER WOHNTE KURT NEUMARK JG. 1892 DEPORTIERT 1942 IZBICA ERMORDET |      | Kurt Moritz Neumark (* 24. Juni 1892 in Dresden) diente im Ersten Weltkrieg und wurde als Frontkämpfer ausgezeichnet. Er heiratete Paula Neumark (geborene Jacoby; * 19. Februar 1894 in Essen). Aus der Ehe gingen drei Kinder hervor. 1927 zog Familie Neumark nach Steele, Kurt Neumark war Vertreter und Paula Neumark hatte ein Geschäft an der Kaiser-Wilhelm-Straße. Nach der Machtergreifung wurde das Geschäft der Neumarks boykottiert, den Kindern eine höhere Schulbildung versagt und während der Novemberpogrome 1938 wurde Kurt Neumark verhaftet und mehr als einen Monat im KZ Dachau interniert. 1939 konnten die drei Kinder der Familie ins Ausland fliehen. Kurt und Paula Neumark mussten nach Beginn des Zweiten Weltkriegs zunächst in ein „Judenhaus“ ziehen, am 22. April 1942 wurden sie ins Ghetto Izbica deportiert und an einem unbekannten Datum ermordet. |
| Bochumer Straße 25 ·          | 27. Nov. 2006 | HIER WOHNTE PAULA NEUMARK GEB.JAKOBY JG. 1894 DEPORTIERT 1942 IZBICA ERMORDET |      | Kurt Moritz Neumark (* 24. Juni 1892 in Dresden) diente im Ersten Weltkrieg und wurde als Frontkämpfer ausgezeichnet. Er heiratete Paula Neumark (geborene Jacoby; * 19. Februar 1894 in Essen). Aus der Ehe gingen drei Kinder hervor. 1927 zog Familie Neumark nach Steele, Kurt Neumark war Vertreter und Paula Neumark hatte ein Geschäft an der Kaiser-Wilhelm-Straße. Nach der Machtergreifung wurde das Geschäft der Neumarks boykottiert, den Kindern eine höhere Schulbildung versagt und während der Novemberpogrome 1938 wurde Kurt Neumark verhaftet und mehr als einen Monat im KZ Dachau interniert. 1939 konnten die drei Kinder der Familie ins Ausland fliehen. Kurt und Paula Neumark mussten nach Beginn des Zweiten Weltkriegs zunächst in ein „Judenhaus“ ziehen, am 22. April 1942 wurden sie ins Ghetto Izbica deportiert und an einem unbekannten Datum ermordet. |
| Bochumer Straße 39–41 ·       | 27. Nov. 2006 | HIER WOHNTE LINA ROSENBAUM GEB. MARX JG. 1882 DEPORTIERT 1941 ERMORDET IN MINSK |      | Lina Rosenbaum (geborene Marx; * 9. August 1882 in Frankenberg) leitete ein Modegeschäft in Mülheim an der Ruhr und heiratete 1914 Moritz Rosenbaum, der ein Textilgeschäft in der Bochumer Straße in Essen eröffnet hatte. Das Paar zog nach Steele und bekam zwei Kinder. 1934 gab es Anschläge auf Geschäfte, Wohnhäuser und die Synagoge, deren Täter straffrei blieben. Moritz Rosenbaum flüchtete sich am 4. November 1935 in den Tod. 1939 flüchteten die Kinder ins Ausland. Lina Rosenbaum musste nach der Aufgabe des Geschäftes mehrfach in eine kleinere Wohnung umziehen, bevor sie am 29. September 1941 gezwungen wurde, in ein „Judenhaus“ am Haumannplatz 22 zu ziehen. Am 10. November 1941 wurde Lina Rosenbaum ins Ghetto Minsk deportiert und im September 1942 im Vernichtungslager Treblinka ermordet. |
| Bochumer Straße 6 ·           | 4. März 2010 | HIER WOHNTE JUDIS STERN JG. 1939 DEPORTIERT 1941 MINSK ERMORDET |      | Wilhelm Stern (* 27. Januar 1892 in Steele) schloss in Köln ein Studium als Ingenieur ab und wurde vor dem Ersten Weltkrieg Offizier im Kaiserlichen Heer. Am 5. Februar 1933 heiratete er Gertrud „Gerta“ Stern (geborene Fultheim; * 27. Dezember 1909 in Altenkirchen), das Ehepaar bekam zwei Kinder: Kurt Stern (* 15. Februar 1934 in Steele) und Judis „Judith“ Stern (* 17. Dezember 1937 in Steele). 1937 musste die Familie ihr Geschäft aufgeben. Während der Novemberpogrome 1938 wurde Wilhelm Stern festgenommen und im KZ Dachau interniert und einen Monat später entlassen. 1939 wurde die Familie größtenteils enteignet. Eine geplante Ausreise und Flucht nach Uruguay wurde durch den Ausbruch des Zweiten Weltkriegs verhindert. Am 10. November 1941 wurden Wilhelm Stern mit seiner Frau Gertrud Stern und den minderjährigen Kindern Kurt Stern und Judis Stern ins Ghetto Minsk deportiert und an einem unbekannten Datum ermordet. |
| Bochumer Straße 6 ·           | 4. März 2010 | HIER WOHNTE KURT STERN JG. 1934 DEPORTIERT 1941 MINSK ERMORDET |      | Wilhelm Stern (* 27. Januar 1892 in Steele) schloss in Köln ein Studium als Ingenieur ab und wurde vor dem Ersten Weltkrieg Offizier im Kaiserlichen Heer. Am 5. Februar 1933 heiratete er Gertrud „Gerta“ Stern (geborene Fultheim; * 27. Dezember 1909 in Altenkirchen), das Ehepaar bekam zwei Kinder: Kurt Stern (* 15. Februar 1934 in Steele) und Judis „Judith“ Stern (* 17. Dezember 1937 in Steele). 1937 musste die Familie ihr Geschäft aufgeben. Während der Novemberpogrome 1938 wurde Wilhelm Stern festgenommen und im KZ Dachau interniert und einen Monat später entlassen. 1939 wurde die Familie größtenteils enteignet. Eine geplante Ausreise und Flucht nach Uruguay wurde durch den Ausbruch des Zweiten Weltkriegs verhindert. Am 10. November 1941 wurden Wilhelm Stern mit seiner Frau Gertrud Stern und den minderjährigen Kindern Kurt Stern und Judis Stern ins Ghetto Minsk deportiert und an einem unbekannten Datum ermordet. |
| Bochumer Straße 6 ·           | 4. März 2010 | HIER WOHNTE WILHELM STERN JG. 1892 DEPORTIERT 1941 MINSK ERMORDET |      | Wilhelm Stern (* 27. Januar 1892 in Steele) schloss in Köln ein Studium als Ingenieur ab und wurde vor dem Ersten Weltkrieg Offizier im Kaiserlichen Heer. Am 5. Februar 1933 heiratete er Gertrud „Gerta“ Stern (geborene Fultheim; * 27. Dezember 1909 in Altenkirchen), das Ehepaar bekam zwei Kinder: Kurt Stern (* 15. Februar 1934 in Steele) und Judis „Judith“ Stern (* 17. Dezember 1937 in Steele). 1937 musste die Familie ihr Geschäft aufgeben. Während der Novemberpogrome 1938 wurde Wilhelm Stern festgenommen und im KZ Dachau interniert und einen Monat später entlassen. 1939 wurde die Familie größtenteils enteignet. Eine geplante Ausreise und Flucht nach Uruguay wurde durch den Ausbruch des Zweiten Weltkriegs verhindert. Am 10. November 1941 wurden Wilhelm Stern mit seiner Frau Gertrud Stern und den minderjährigen Kindern Kurt Stern und Judis Stern ins Ghetto Minsk deportiert und an einem unbekannten Datum ermordet. |
| Bochumer Straße 6 ·           | 4. März 2010 | HIER WOHNTE GERTRUD STERN GEB. FULTHEIM JG. 1909 DEPORTIERT 1941 MINSK ERMORDET |      | Wilhelm Stern (* 27. Januar 1892 in Steele) schloss in Köln ein Studium als Ingenieur ab und wurde vor dem Ersten Weltkrieg Offizier im Kaiserlichen Heer. Am 5. Februar 1933 heiratete er Gertrud „Gerta“ Stern (geborene Fultheim; * 27. Dezember 1909 in Altenkirchen), das Ehepaar bekam zwei Kinder: Kurt Stern (* 15. Februar 1934 in Steele) und Judis „Judith“ Stern (* 17. Dezember 1937 in Steele). 1937 musste die Familie ihr Geschäft aufgeben. Während der Novemberpogrome 1938 wurde Wilhelm Stern festgenommen und im KZ Dachau interniert und einen Monat später entlassen. 1939 wurde die Familie größtenteils enteignet. Eine geplante Ausreise und Flucht nach Uruguay wurde durch den Ausbruch des Zweiten Weltkriegs verhindert. Am 10. November 1941 wurden Wilhelm Stern mit seiner Frau Gertrud Stern und den minderjährigen Kindern Kurt Stern und Judis Stern ins Ghetto Minsk deportiert und an einem unbekannten Datum ermordet. |
| Bochumer Straße 6 ·           | HIER WOHNTE MATHILDE FULTHEIM GEB. MAYER JG. 1885 DEPORTIERT 1941 ŁODZ/LITZMANNSTADT 1942 CHEŁMNO/KULMHOF ERMORDET 8.5.1942  | |      | |
| Bochumer Straße 6 ·           | HIER WOHNTE MAX FULTHEIM JG. 1878 DEPORTIERT 1941 ŁODZ/LITZMANNSTADT ERMORDET 26.12.1941                                     | |      | |
| Bochumer Straße 6 ·           | HIER WOHNTE ROSA MATHIAS JG. 1914 DEPORTIERT 1941 GHETTO MINSK ERMORDET                                                      | |      | |
| Dahlhauser Straße 20 ·        | | HIER WOHNTE ABRAHAM KONGRECKI JG. 1901 'SCHUTZHAFT' 1938 KZ DACHAU FLUCHT 1939 ENGLAND |      | |
| Dahlhauser Straße 20 ·        | HIER WOHNTE AUGUSTE KONGRECKI GEB. KAISER JG. 1887 DEPORTIERT 1941 ŁODZ/LITZMANNSTADT 1942 CHEŁMNO/KULMHOF ERMORDET 7.5.1942 | |      | |
| Dahlhauser Straße 20 ·        | HIER WOHNTE SIEGFRIED KONGRECKI JG. 1927 DEPORTIERT 1941 ŁODZ/LITZMANNSTADT ERMORDET 24.2.1942                               | |      | |
| Dreiringstraße 18 ·           | 28. Apr. 2015 | HIER WOHNTE ARNOLD KLEEFELD JG. 1882 DEPORTIERT 1942 THERESIENSTADT ERMORDET 23.5.1943 |      | Arnold Kleefeld (* 19. Dezember 1882 in Freiburg) zog 1921 mit seiner Frau Ida Helene Kleefeld (geborene Ruf; * 15. Juli 1884 in Sulzburg) nach Steele. Da Arnold Kleefeld unter körperlichen Beeinträchtigungen durch den Ersten Weltkrieg litt, war Ida Kleefeld maßgeblich für den wirtschaftlichen Erfolg des Möbelhauses in der Dreiringstraße verantwortlich. Während der Novemberpogrome 1938 wurde Arnold Kleefeld festgenommen und das Geschäft geplündert und zerstört. Arnold Kleefeld kam zwei Wochen später wieder frei, das Geschäft musste aufgegeben werden. Am 27. Mai 1942 mussten Arnold Kleefeld und seine Frau Ida Kleefeld aus ihrem Haus ins Barackenlager Holbeckshof umziehen, von dort wurden sie am 21. Juli 1942 ins Ghetto Theresienstadt deportiert, wo Arnold Kleefeld am 23. Mai 1943 starb. Am 12. Oktober 1944 wurde Ida Helene Kleefeld ins Vernichtungslager Auschwitz transportiert, wo sie ermordet wurde. |
| Dreiringstraße 18 ·           | 28. Apr. 2015 | HIER WOHNTE IDA HELENE KLEEFELD GEB. RUF JG. 1884 DEPORTIERT 1942 THERESIENSTADT ERMORDET 12.10.1942 AUSCHWITZ                                                                                          |      | Arnold Kleefeld (* 19. Dezember 1882 in Freiburg) zog 1921 mit seiner Frau Ida Helene Kleefeld (geborene Ruf; * 15. Juli 1884 in Sulzburg) nach Steele. Da Arnold Kleefeld unter körperlichen Beeinträchtigungen durch den Ersten Weltkrieg litt, war Ida Kleefeld maßgeblich für den wirtschaftlichen Erfolg des Möbelhauses in der Dreiringstraße verantwortlich. Während der Novemberpogrome 1938 wurde Arnold Kleefeld festgenommen und das Geschäft geplündert und zerstört. Arnold Kleefeld kam zwei Wochen später wieder frei, das Geschäft musste aufgegeben werden. Am 27. Mai 1942 mussten Arnold Kleefeld und seine Frau Ida Kleefeld aus ihrem Haus ins Barackenlager Holbeckshof umziehen, von dort wurden sie am 21. Juli 1942 ins Ghetto Theresienstadt deportiert, wo Arnold Kleefeld am 23. Mai 1943 starb. Am 12. Oktober 1944 wurde Ida Helene Kleefeld ins Vernichtungslager Auschwitz transportiert, wo sie ermordet wurde. |
| Eickelkamp 16 ·               | 28. Apr. 2015 | HIER WOHNTE TONI MARCUS GEB. BELLERSTEIN JG. 1875 DEPORTIERT 1942 THERESIENSTADT ERMORDET 15.5.1944 AUSCHWITZ                                                                                           |      | Maria Antonie „Toni“ Marcus (geborene Bellerstein; * 14. Februar 1875 in Mönchengladbach) heiratete 1896 Emil Marcus und bekam zwei Kinder. Sie traten in die evangelische Kirche ein, am 20. April 1935 ließ Toni Marcus sich katholisch taufen. Toni Marcus wurde am 21. Juli 1942 ins Ghetto Theresienstadt deportiert, von wo aus sie am 15. Mai 1944 ins Vernichtungslager und KZ Auschwitz-Birkenau transportiert und ermordet wurde. |
| Grendtor / Hünninghausenweg · | 27. Nov. 2006 | HIER WOHNTE AUGUST KATZENSTEIN JG. 1905 DEPORTIERT 1942 IZBICA ERMORDET |      | Felix August Katzenstein (* 13. September 1874 in Jesberg) heiratete Rosa Katzenstein (geborene Bechenheimer; * 10. August 1877 in Kirchhain), das Ehepaar bekam zwei Kinder Margarete (verheiratete Loewenstein; * 1901) und Hans Jakob Katzenstein (* 6. April 1905 in Steinheim). August Katzenstein war Lehrer und zog 1908 mit seiner Familie nach Steele, wo er an der Jüdischen Volksschule Steele arbeitete. Während der Novemberpogrome 1938 wurden August Katzenstein und sein körperlich und geistig behinderter Sohn Hans Katzenstein festgenommen, die Wohnung geplündert und zerstört. Hans Katzenstein wurde nach vier Wochen aus dem KZ Dachau entlassen. 1939 musste die Familie in ein „Judenhaus“ in der Lindenallee 61 ziehen, von dort aus wurde die gesamte Familie am 22. April 1942 ins Ghetto Izbica deportiert. Im August 1942 gab es ein letztes Lebenszeichen, im Herbst 1942 wurde das Ghetto Izbica aufgelöst und alle Bewohner wurden ermordet. |
| Grendtor / Hünninghausenweg · | 27. Nov. 2006 | HIER WOHNTE HANS KATZENSTEIN JG. 1876 DEPORTIERT 1942 IZBICA ERMORDET |      | Felix August Katzenstein (* 13. September 1874 in Jesberg) heiratete Rosa Katzenstein (geborene Bechenheimer; * 10. August 1877 in Kirchhain), das Ehepaar bekam zwei Kinder Margarete (verheiratete Loewenstein; * 1901) und Hans Jakob Katzenstein (* 6. April 1905 in Steinheim). August Katzenstein war Lehrer und zog 1908 mit seiner Familie nach Steele, wo er an der Jüdischen Volksschule Steele arbeitete. Während der Novemberpogrome 1938 wurden August Katzenstein und sein körperlich und geistig behinderter Sohn Hans Katzenstein festgenommen, die Wohnung geplündert und zerstört. Hans Katzenstein wurde nach vier Wochen aus dem KZ Dachau entlassen. 1939 musste die Familie in ein „Judenhaus“ in der Lindenallee 61 ziehen, von dort aus wurde die gesamte Familie am 22. April 1942 ins Ghetto Izbica deportiert. Im August 1942 gab es ein letztes Lebenszeichen, im Herbst 1942 wurde das Ghetto Izbica aufgelöst und alle Bewohner wurden ermordet. |
| Grendtor / Hünninghausenweg · | 27. Nov. 2006 | HIER WOHNTE ROSA KATZENSTEIN GEB BACHEINHEIMER JG. 1877 DEPORTIERT 1942 IZBICA ERMORDET |      | Felix August Katzenstein (* 13. September 1874 in Jesberg) heiratete Rosa Katzenstein (geborene Bechenheimer; * 10. August 1877 in Kirchhain), das Ehepaar bekam zwei Kinder Margarete (verheiratete Loewenstein; * 1901) und Hans Jakob Katzenstein (* 6. April 1905 in Steinheim). August Katzenstein war Lehrer und zog 1908 mit seiner Familie nach Steele, wo er an der Jüdischen Volksschule Steele arbeitete. Während der Novemberpogrome 1938 wurden August Katzenstein und sein körperlich und geistig behinderter Sohn Hans Katzenstein festgenommen, die Wohnung geplündert und zerstört. Hans Katzenstein wurde nach vier Wochen aus dem KZ Dachau entlassen. 1939 musste die Familie in ein „Judenhaus“ in der Lindenallee 61 ziehen, von dort aus wurde die gesamte Familie am 22. April 1942 ins Ghetto Izbica deportiert. Im August 1942 gab es ein letztes Lebenszeichen, im Herbst 1942 wurde das Ghetto Izbica aufgelöst und alle Bewohner wurden ermordet. |
| Grendtor 14 ·                 | 27. Nov. 2006 | HIER WOHNTE ALBERT LIEBLICH JG. 1878 DEPORTIERT 1942 THERESIENSTADT ERMORDET 17.5.1943 |      | Albert Lieblich (* 1. April 1878 in Buer) zog nach der Hochzeit mit seiner Frau Sabine Lieblich (geborene Strauß; * 2. Juni 1872 in Essen) in das Haus am Grendtor, früher Ruhrstraße. Das Ehepaar hatte drei Töchter, von denen zwei auswandern konnten. Johanna Oppenheimer (geborene Lieblich; * 22. August 1908 in Essen) wurde am 7. Dezember 1941 aus Köln ins Ghetto Riga deportiert. Albert Lieblich war Tierarzt und arbeitete als Beamter für die Stadt Essen. Am 1. März 1934 wurde er entlassen. Im Oktober 1939 beschlagnahmte die Gestapo das Haus der Lieblichs und erklärte es zum „Judenhaus“, in dem weitere jüdische Familien zwangsweise einziehen mussten. Das Haus blieb allerdings im Besitz der Familie, bis sie deportiert wurde, danach ging der Besitz auf das Reich über. Am 27. April 1942 mussten Albert und Sabine Lieblich aus ihrem Haus ausziehen und wurden zwangsweise ins Barackenlager Holbeckshof umgesiedelt. Von dort wurden sie am 21. Juli 1942 ins Ghetto Theresienstadt deportiert. Sabine Lieblich wurde am 8. Februar 1943 in Theresienstadt ermordet. Albert Lieblich wurde am 17. Mai 1943 in Theresienstadt ermordet. |
| Grendtor 14 ·                 | 27. Nov. 2006 | HIER WOHNTE SABINE LIEBLICH GEB.STRAUSS JG. 1872 DEPORTIERT 1942 THERESIENSTADT ERMORDET 8.2.1943 |      | Albert Lieblich (* 1. April 1878 in Buer) zog nach der Hochzeit mit seiner Frau Sabine Lieblich (geborene Strauß; * 2. Juni 1872 in Essen) in das Haus am Grendtor, früher Ruhrstraße. Das Ehepaar hatte drei Töchter, von denen zwei auswandern konnten. Johanna Oppenheimer (geborene Lieblich; * 22. August 1908 in Essen) wurde am 7. Dezember 1941 aus Köln ins Ghetto Riga deportiert. Albert Lieblich war Tierarzt und arbeitete als Beamter für die Stadt Essen. Am 1. März 1934 wurde er entlassen. Im Oktober 1939 beschlagnahmte die Gestapo das Haus der Lieblichs und erklärte es zum „Judenhaus“, in dem weitere jüdische Familien zwangsweise einziehen mussten. Das Haus blieb allerdings im Besitz der Familie, bis sie deportiert wurde, danach ging der Besitz auf das Reich über. Am 27. April 1942 mussten Albert und Sabine Lieblich aus ihrem Haus ausziehen und wurden zwangsweise ins Barackenlager Holbeckshof umgesiedelt. Von dort wurden sie am 21. Juli 1942 ins Ghetto Theresienstadt deportiert. Sabine Lieblich wurde am 8. Februar 1943 in Theresienstadt ermordet. Albert Lieblich wurde am 17. Mai 1943 in Theresienstadt ermordet. |
| Grendtor 15 ·                 | 4. März 2010 | HIER WOHNTE ALMA LIESELOTTE LEYSER GEB. MARCUS JG. 1917 ? ? ? TOT 31.12.1945 |      | Adolf Marcus (* 18. Mai 1877 in Hattingen) heiratete 1907 seine Frau Helene Marcus (geborene Meyer; * 10. Januar 1880 in Langenberg). Das Paar bekam zwei Töchter: Edith (* 1912) und Alma Lieselotte Leyser (geborene Marcus; * 17. April 1917 in Steele). Adolf Marcus arbeitete als Schriftsetzer für die Rheinisch-Westfälische Zeitung, bevor ihm 1938 nach dreißig Jahren Betriebszugehörigkeit aus „rassischen Gründen“ gekündigt wurde. Wenige Monate später wurde während der Novemberpogrome 1938 ihre Wohnung geplündert und zerstört und Adolf Marcus kam für neun Tage in „Schutzhaft“. Ihre ältere Tochter konnte bereits nach England fliehen. Adolf und Helene Marcus waren gezwungen, mit ihrer jüngsten Tochter zu Verwandten nach Essen-Steele zu ziehen. Im Oktober 1940 mussten sie in ein „Judenhaus“ in der I. Weberstraße 17 umziehen. Im April 1942 wurden Helene und Adolf Marcus nach Izbica deportiert, wo sie an einem unbekannten Datum ermordet wurden. Ihre Tochter Alma Liselotte Leyser, geborene Marcus zog mit ihrem Mann nach Dortmund. Ihr Schicksal ist ungeklärt. Es liegen in Essen-Stadtkern in der I. Weberstraße Stolpersteine für Helene Marcus und Adolf Marcus. |
| Grendtor 15 ·                 | 4. März 2010 | HIER WOHNTE ADOLF MARCUS JG. 1877 DEPORTIERT 1942 IZBICA ERMORDET |      | Adolf Marcus (* 18. Mai 1877 in Hattingen) heiratete 1907 seine Frau Helene Marcus (geborene Meyer; * 10. Januar 1880 in Langenberg). Das Paar bekam zwei Töchter: Edith (* 1912) und Alma Lieselotte Leyser (geborene Marcus; * 17. April 1917 in Steele). Adolf Marcus arbeitete als Schriftsetzer für die Rheinisch-Westfälische Zeitung, bevor ihm 1938 nach dreißig Jahren Betriebszugehörigkeit aus „rassischen Gründen“ gekündigt wurde. Wenige Monate später wurde während der Novemberpogrome 1938 ihre Wohnung geplündert und zerstört und Adolf Marcus kam für neun Tage in „Schutzhaft“. Ihre ältere Tochter konnte bereits nach England fliehen. Adolf und Helene Marcus waren gezwungen, mit ihrer jüngsten Tochter zu Verwandten nach Essen-Steele zu ziehen. Im Oktober 1940 mussten sie in ein „Judenhaus“ in der I. Weberstraße 17 umziehen. Im April 1942 wurden Helene und Adolf Marcus nach Izbica deportiert, wo sie an einem unbekannten Datum ermordet wurden. Ihre Tochter Alma Liselotte Leyser, geborene Marcus zog mit ihrem Mann nach Dortmund. Ihr Schicksal ist ungeklärt. Es liegen in Essen-Stadtkern in der I. Weberstraße Stolpersteine für Helene Marcus und Adolf Marcus. |
| Grendtor 15 ·                 | 4. März 2010 | HIER WOHNTE HELENE MARCUS GEB. MAYER JG. 1880 DEPORTIERT 1942 IZBICA ERMORDET |      | Adolf Marcus (* 18. Mai 1877 in Hattingen) heiratete 1907 seine Frau Helene Marcus (geborene Meyer; * 10. Januar 1880 in Langenberg). Das Paar bekam zwei Töchter: Edith (* 1912) und Alma Lieselotte Leyser (geborene Marcus; * 17. April 1917 in Steele). Adolf Marcus arbeitete als Schriftsetzer für die Rheinisch-Westfälische Zeitung, bevor ihm 1938 nach dreißig Jahren Betriebszugehörigkeit aus „rassischen Gründen“ gekündigt wurde. Wenige Monate später wurde während der Novemberpogrome 1938 ihre Wohnung geplündert und zerstört und Adolf Marcus kam für neun Tage in „Schutzhaft“. Ihre ältere Tochter konnte bereits nach England fliehen. Adolf und Helene Marcus waren gezwungen, mit ihrer jüngsten Tochter zu Verwandten nach Essen-Steele zu ziehen. Im Oktober 1940 mussten sie in ein „Judenhaus“ in der I. Weberstraße 17 umziehen. Im April 1942 wurden Helene und Adolf Marcus nach Izbica deportiert, wo sie an einem unbekannten Datum ermordet wurden. Ihre Tochter Alma Liselotte Leyser, geborene Marcus zog mit ihrem Mann nach Dortmund. Ihr Schicksal ist ungeklärt. Es liegen in Essen-Stadtkern in der I. Weberstraße Stolpersteine für Helene Marcus und Adolf Marcus. |
| Grendtor 25 ·                 | 28. Apr. 2015 | HIER WOHNTE HELENE SPINGELT GEB. STEILBERGER JG. 1889 DEPORTIERT 1942 IZBICA ERMORDET |      | Helene Springelt (geborene Steilberger; * 9. Februar 1889 in Langenberg) war das älteste von zehn Kindern ihrer Eltern Salomon Steilberger (* 1. April 1865 in Langenberg) und Regina Steilberger (geborene Mayer; * 11. September 1864 in Solingen). Im Adressbuch von 1896 ist Salomon Steilberger als „Lumpenhändler“ an der Kaiserstraße verzeichnet. Salomon Steilberger kaufte das Haus am Grendtor 25 (früher Ruhrstraße 18, später Ruhrstraße 25) und die Familie betrieb im Hof einen Eisenhandel und im Erdgeschoss einen Tabakwarenhandel. Als Salomon Steilberger am 11. März 1914 starb, übernahmen die Kinder die Geschäfte. Nach dem Tod von Regina Steilberger am 14. Dezember 1930 ging das Haus über auf Ernst Steilberger (* 20. Juni 1897 in Steele) und seinen Bruder Hermann Steilberger (* 16. Juni 1892 in Steele). Emil Steinberger (* 20. April 1899 in Steele) litt ab seinem vierten Lebensjahr an Kinderlähmung und konnte wahrscheinlich nicht im Geschäft helfen. Zwei der zehn Geschwister konnten emigrieren, drei weitere zogen aus dem Haushalt aus. Während der Novemberpogrome 1938 wurden Geschäft und Wohnung der Familie geplündert und zerstört, Ernst und Hermann Steilberger werden festgenommen. Hermann Steilberger wurde nach acht Tagen aus dem Polizeigefängnis Essen wieder entlassen, Ernst Steinberger wurde im KZ Dachau interniert, aus dem er erst nach Monaten am 1. März 1939 entlassen wurde. Helene Springelt, ihr Mann Julius Springelt, ihre Kinder Herbert und Kurt sowie Hermann und Ernst Steilberger mussten 1941 in ein „Judenhaus“ in der Brahmstraße ziehen, bevor sie am 22. April 1942 ins Ghetto Izbica deportiert wurden, wo sie an einem unbekannten Datum ermordet wurden. Emil Steilberger wurde am 19. Juni 1942 für tot erklärt, die Umstände sind unklar. Seine Schwester Ella konnte sich in Deutschland versteckt halten und überleben. |
| Grendtor 25 ·                 | 28. Apr. 2015 | HIER WOHNTE EMIL STEILBERGER JG. 1899 INTERNIERT 1942 LAGER HOLBECKSHOF TOT 19.6.1942 |      | Helene Springelt (geborene Steilberger; * 9. Februar 1889 in Langenberg) war das älteste von zehn Kindern ihrer Eltern Salomon Steilberger (* 1. April 1865 in Langenberg) und Regina Steilberger (geborene Mayer; * 11. September 1864 in Solingen). Im Adressbuch von 1896 ist Salomon Steilberger als „Lumpenhändler“ an der Kaiserstraße verzeichnet. Salomon Steilberger kaufte das Haus am Grendtor 25 (früher Ruhrstraße 18, später Ruhrstraße 25) und die Familie betrieb im Hof einen Eisenhandel und im Erdgeschoss einen Tabakwarenhandel. Als Salomon Steilberger am 11. März 1914 starb, übernahmen die Kinder die Geschäfte. Nach dem Tod von Regina Steilberger am 14. Dezember 1930 ging das Haus über auf Ernst Steilberger (* 20. Juni 1897 in Steele) und seinen Bruder Hermann Steilberger (* 16. Juni 1892 in Steele). Emil Steinberger (* 20. April 1899 in Steele) litt ab seinem vierten Lebensjahr an Kinderlähmung und konnte wahrscheinlich nicht im Geschäft helfen. Zwei der zehn Geschwister konnten emigrieren, drei weitere zogen aus dem Haushalt aus. Während der Novemberpogrome 1938 wurden Geschäft und Wohnung der Familie geplündert und zerstört, Ernst und Hermann Steilberger werden festgenommen. Hermann Steilberger wurde nach acht Tagen aus dem Polizeigefängnis Essen wieder entlassen, Ernst Steinberger wurde im KZ Dachau interniert, aus dem er erst nach Monaten am 1. März 1939 entlassen wurde. Helene Springelt, ihr Mann Julius Springelt, ihre Kinder Herbert und Kurt sowie Hermann und Ernst Steilberger mussten 1941 in ein „Judenhaus“ in der Brahmstraße ziehen, bevor sie am 22. April 1942 ins Ghetto Izbica deportiert wurden, wo sie an einem unbekannten Datum ermordet wurden. Emil Steilberger wurde am 19. Juni 1942 für tot erklärt, die Umstände sind unklar. Seine Schwester Ella konnte sich in Deutschland versteckt halten und überleben. |
| Grendtor 25 ·                 | 28. Apr. 2015 | HIER WOHNTE ERNST STEILBERGER JG. 1897 DEPORTIERT 1942 IZBICA ERMORDET |      | Helene Springelt (geborene Steilberger; * 9. Februar 1889 in Langenberg) war das älteste von zehn Kindern ihrer Eltern Salomon Steilberger (* 1. April 1865 in Langenberg) und Regina Steilberger (geborene Mayer; * 11. September 1864 in Solingen). Im Adressbuch von 1896 ist Salomon Steilberger als „Lumpenhändler“ an der Kaiserstraße verzeichnet. Salomon Steilberger kaufte das Haus am Grendtor 25 (früher Ruhrstraße 18, später Ruhrstraße 25) und die Familie betrieb im Hof einen Eisenhandel und im Erdgeschoss einen Tabakwarenhandel. Als Salomon Steilberger am 11. März 1914 starb, übernahmen die Kinder die Geschäfte. Nach dem Tod von Regina Steilberger am 14. Dezember 1930 ging das Haus über auf Ernst Steilberger (* 20. Juni 1897 in Steele) und seinen Bruder Hermann Steilberger (* 16. Juni 1892 in Steele). Emil Steinberger (* 20. April 1899 in Steele) litt ab seinem vierten Lebensjahr an Kinderlähmung und konnte wahrscheinlich nicht im Geschäft helfen. Zwei der zehn Geschwister konnten emigrieren, drei weitere zogen aus dem Haushalt aus. Während der Novemberpogrome 1938 wurden Geschäft und Wohnung der Familie geplündert und zerstört, Ernst und Hermann Steilberger werden festgenommen. Hermann Steilberger wurde nach acht Tagen aus dem Polizeigefängnis Essen wieder entlassen, Ernst Steinberger wurde im KZ Dachau interniert, aus dem er erst nach Monaten am 1. März 1939 entlassen wurde. Helene Springelt, ihr Mann Julius Springelt, ihre Kinder Herbert und Kurt sowie Hermann und Ernst Steilberger mussten 1941 in ein „Judenhaus“ in der Brahmstraße ziehen, bevor sie am 22. April 1942 ins Ghetto Izbica deportiert wurden, wo sie an einem unbekannten Datum ermordet wurden. Emil Steilberger wurde am 19. Juni 1942 für tot erklärt, die Umstände sind unklar. Seine Schwester Ella konnte sich in Deutschland versteckt halten und überleben. |
| Grendtor 25 ·                 | 28. Apr. 2015 | HIER WOHNTE HERMANN STEILBERGER JG. 1892 DEPORTIERT 1942 IZBICA ERMORDET 27.8.1942 |      | Helene Springelt (geborene Steilberger; * 9. Februar 1889 in Langenberg) war das älteste von zehn Kindern ihrer Eltern Salomon Steilberger (* 1. April 1865 in Langenberg) und Regina Steilberger (geborene Mayer; * 11. September 1864 in Solingen). Im Adressbuch von 1896 ist Salomon Steilberger als „Lumpenhändler“ an der Kaiserstraße verzeichnet. Salomon Steilberger kaufte das Haus am Grendtor 25 (früher Ruhrstraße 18, später Ruhrstraße 25) und die Familie betrieb im Hof einen Eisenhandel und im Erdgeschoss einen Tabakwarenhandel. Als Salomon Steilberger am 11. März 1914 starb, übernahmen die Kinder die Geschäfte. Nach dem Tod von Regina Steilberger am 14. Dezember 1930 ging das Haus über auf Ernst Steilberger (* 20. Juni 1897 in Steele) und seinen Bruder Hermann Steilberger (* 16. Juni 1892 in Steele). Emil Steinberger (* 20. April 1899 in Steele) litt ab seinem vierten Lebensjahr an Kinderlähmung und konnte wahrscheinlich nicht im Geschäft helfen. Zwei der zehn Geschwister konnten emigrieren, drei weitere zogen aus dem Haushalt aus. Während der Novemberpogrome 1938 wurden Geschäft und Wohnung der Familie geplündert und zerstört, Ernst und Hermann Steilberger werden festgenommen. Hermann Steilberger wurde nach acht Tagen aus dem Polizeigefängnis Essen wieder entlassen, Ernst Steinberger wurde im KZ Dachau interniert, aus dem er erst nach Monaten am 1. März 1939 entlassen wurde. Helene Springelt, ihr Mann Julius Springelt, ihre Kinder Herbert und Kurt sowie Hermann und Ernst Steilberger mussten 1941 in ein „Judenhaus“ in der Brahmstraße ziehen, bevor sie am 22. April 1942 ins Ghetto Izbica deportiert wurden, wo sie an einem unbekannten Datum ermordet wurden. Emil Steilberger wurde am 19. Juni 1942 für tot erklärt, die Umstände sind unklar. Seine Schwester Ella konnte sich in Deutschland versteckt halten und überleben. |
| Hansastraße 15 ·              | 27. Nov. 2006 | HIER WOHNTE HILDE BUKOFZER JG. 1919 DEPORTIERT 1942 IZBICA ERMORDET |      | Das Ehepaar Sally Bukofzer (* 21. August 1881 in Groß-Bislaw) und Emilie Bukofzer (geborene Mathias; * 30. Juni 1885 in Borgentreich) hatte zwei Kinder: Ernst (* 1915) und Hilde Rosa Bukofzer (* 19. September 1919 in Essen). Sally Bukofzer leitete mit seinem Schwager Levy Mathias das „Kaufhaus Moritz Coppel“ in der Hansastraße (früher Chausseestraße). Nach der Machtergreifung zogen Hilde und ihr Bruder Ernst nach Berlin, Ernst konnte 1937 nach Kolumbien emigrieren. Während der Novemberpogrome 1938 wurden Geschäft und Wohnung der Familie geplündert und zerstört, Sally Bukofzer wurde verhaftet und zwei Wochen im Polizeigefängnis festgehalten. Im Oktober 1939 mussten Sally und Emilie Bukofzer aus ihrem Haus ausziehen und zwangsweise im „Judenhaus“ Grendtor 14 einziehen. Hilde zog später wieder zu ihren Eltern. Am 22. April wurden Sally Bukofzer, Emilie Bukofzer und ihre Tochter Hilde Rosa Bukofzer ins Ghetto Izbica deportiert und an einem unbekannten Datum ermordet. |
| Hansastraße 15 ·              | 27. Nov. 2006 | HIER WOHNTE SALLY BUKOFZER JG. 1881 DEPORTIERT 1942 IZBICA ERMORDET |      | Das Ehepaar Sally Bukofzer (* 21. August 1881 in Groß-Bislaw) und Emilie Bukofzer (geborene Mathias; * 30. Juni 1885 in Borgentreich) hatte zwei Kinder: Ernst (* 1915) und Hilde Rosa Bukofzer (* 19. September 1919 in Essen). Sally Bukofzer leitete mit seinem Schwager Levy Mathias das „Kaufhaus Moritz Coppel“ in der Hansastraße (früher Chausseestraße). Nach der Machtergreifung zogen Hilde und ihr Bruder Ernst nach Berlin, Ernst konnte 1937 nach Kolumbien emigrieren. Während der Novemberpogrome 1938 wurden Geschäft und Wohnung der Familie geplündert und zerstört, Sally Bukofzer wurde verhaftet und zwei Wochen im Polizeigefängnis festgehalten. Im Oktober 1939 mussten Sally und Emilie Bukofzer aus ihrem Haus ausziehen und zwangsweise im „Judenhaus“ Grendtor 14 einziehen. Hilde zog später wieder zu ihren Eltern. Am 22. April wurden Sally Bukofzer, Emilie Bukofzer und ihre Tochter Hilde Rosa Bukofzer ins Ghetto Izbica deportiert und an einem unbekannten Datum ermordet. |
| Hansastraße 15 ·              | 27. Nov. 2006 | HIER WOHNTE EMILIE BUKOFZER GEB. MATHIAS JG. 1885 DEPORTIERT 1942 IZBICA ERMORDET |      | Das Ehepaar Sally Bukofzer (* 21. August 1881 in Groß-Bislaw) und Emilie Bukofzer (geborene Mathias; * 30. Juni 1885 in Borgentreich) hatte zwei Kinder: Ernst (* 1915) und Hilde Rosa Bukofzer (* 19. September 1919 in Essen). Sally Bukofzer leitete mit seinem Schwager Levy Mathias das „Kaufhaus Moritz Coppel“ in der Hansastraße (früher Chausseestraße). Nach der Machtergreifung zogen Hilde und ihr Bruder Ernst nach Berlin, Ernst konnte 1937 nach Kolumbien emigrieren. Während der Novemberpogrome 1938 wurden Geschäft und Wohnung der Familie geplündert und zerstört, Sally Bukofzer wurde verhaftet und zwei Wochen im Polizeigefängnis festgehalten. Im Oktober 1939 mussten Sally und Emilie Bukofzer aus ihrem Haus ausziehen und zwangsweise im „Judenhaus“ Grendtor 14 einziehen. Hilde zog später wieder zu ihren Eltern. Am 22. April wurden Sally Bukofzer, Emilie Bukofzer und ihre Tochter Hilde Rosa Bukofzer ins Ghetto Izbica deportiert und an einem unbekannten Datum ermordet. |
| Kaiser-Wilhelm-Platz 6 ·      | | HIER WOHNTE ERNST MAYER JG. 1927 FLUCHT 1933 HOLLAND INTERNIERT WESTERBORK DEPORTIERT 1943 AUSCHWITZ ERMORDET 10.2.1945                                                                                 |      | |
| Kaiser-Wilhelm-Platz 6 ·      | HIER WOHNTE EVA ERNA MAYER GEB. SOESMAN JG. 1900 FLUCHT 1933 HOLLAND VERSTECKT GELEBT MIT HILFE ÜBERLEBT                     | |      | |
| Kaiser-Wilhelm-Platz 6 ·      | HIER WOHNTE KURT MAYER JG. 1926 FLUCHT 1933 HOLLAND INTERNIERT WESTERBORK DEPORTIERT 1943 AUSCHWITZ ERMORDET 28.12.1943      | |      | |
| Kaiser-Wilhelm-Platz 6 ·      | HIER WOHNTE MAX MAYER JG. 1894 FLUCHT 1933 HOLLAND INTERNIERT WESTERBORK DEPORTIERT 1942 ERMORDET                            | |      | |
| Kaiser-Wilhelm-Platz 6 ·      | HIER WOHNTE REGINA MAYER GEB. STEILBERGER JG. 1856 DEPORTIERT 1942 THERESIENSTADT ERMORDET 10.9.1942                         | |      | |
| Kaiser-Wilhelm-Straße 4 ·     | 4. März 2010 | HIER WOHNTE BRUNO ISAACK JG. 1901 DEPORTIERT 1942 IZBICA ERMORDET |      | Siegfried Isaack (* 12. September 1896 in Steele), Sohn von Moses und Berta Isaack geborene Perlstein, Bruder von Bruno Isaack (* 10. Juni 1901), war verheiratet mit Margarethe Isaack (geborene Kamp; * 10. Juni 1900 in Essen), und hatte eine Tochter Ruth Isaack (* 6. August 1926 in Essen). Das Ehepaar betrieb ein Haushaltswarengeschäft in Steele. Die Familie Isaack war im Stadtteil angesehen und integriert, dennoch verschlechterte sich nach der Machtergreifung die Situation und sie mussten sich der Denunziation und dem Druck der Behörden aussetzen. Tochter Ruth besuchte die evangelische Sonntagsschule, musste das später aber aufgeben, da ihr Vater Siegfried polizeiliche Verfolgung befürchtet hatte. Siegfried wurde 1936/37 der Prozess wegen angeblicher Steuerhinterziehung gemacht, woraufhin das Geschäft geschlossen wurde. Margarethes Vater Louis Kamp ist 1935 in die Niederlande ausgewandert, der Antrag auf einen Reisepass für einen Besuch des Vaters wurde ihr 1936 verwehrt. 1938 wurde in der Pogromnacht die Wohnung der Familie geplündert und zerstört, Siegfried wurde für drei Wochen festgenommen. Über Bruno Isaack ist wenig bekannt, er zog am 27. November 1939 in das Haus Kaiser-Wilhelm-Straße 4. Die Familie verlor Haus, Grundstück und Geschäft durch Arisierung und musste im Herbst 1940 in das „Judenhaus“ Grendtor 14 umziehen. Alle vier wurden am 22. April 1942 nach Izbica deportiert, wo sie entweder dort oder in einem naheliegenden Vernichtungslager ermordet wurden. |
| Kaiser-Wilhelm-Straße 4 ·     | 4. März 2010 | HIER WOHNTE RUTH ISAACK JG. 1926 DEPORTIERT 1942 IZBICA ERMORDET |      | Siegfried Isaack (* 12. September 1896 in Steele), Sohn von Moses und Berta Isaack geborene Perlstein, Bruder von Bruno Isaack (* 10. Juni 1901), war verheiratet mit Margarethe Isaack (geborene Kamp; * 10. Juni 1900 in Essen), und hatte eine Tochter Ruth Isaack (* 6. August 1926 in Essen). Das Ehepaar betrieb ein Haushaltswarengeschäft in Steele. Die Familie Isaack war im Stadtteil angesehen und integriert, dennoch verschlechterte sich nach der Machtergreifung die Situation und sie mussten sich der Denunziation und dem Druck der Behörden aussetzen. Tochter Ruth besuchte die evangelische Sonntagsschule, musste das später aber aufgeben, da ihr Vater Siegfried polizeiliche Verfolgung befürchtet hatte. Siegfried wurde 1936/37 der Prozess wegen angeblicher Steuerhinterziehung gemacht, woraufhin das Geschäft geschlossen wurde. Margarethes Vater Louis Kamp ist 1935 in die Niederlande ausgewandert, der Antrag auf einen Reisepass für einen Besuch des Vaters wurde ihr 1936 verwehrt. 1938 wurde in der Pogromnacht die Wohnung der Familie geplündert und zerstört, Siegfried wurde für drei Wochen festgenommen. Über Bruno Isaack ist wenig bekannt, er zog am 27. November 1939 in das Haus Kaiser-Wilhelm-Straße 4. Die Familie verlor Haus, Grundstück und Geschäft durch Arisierung und musste im Herbst 1940 in das „Judenhaus“ Grendtor 14 umziehen. Alle vier wurden am 22. April 1942 nach Izbica deportiert, wo sie entweder dort oder in einem naheliegenden Vernichtungslager ermordet wurden. |
| Kaiser-Wilhelm-Straße 4 ·     | 4. März 2010 | HIER WOHNTE SIEGFRIED ISAACK JG. 1896 DEPORTIERT 1942 IZBICA ERMORDET |      | Siegfried Isaack (* 12. September 1896 in Steele), Sohn von Moses und Berta Isaack geborene Perlstein, Bruder von Bruno Isaack (* 10. Juni 1901), war verheiratet mit Margarethe Isaack (geborene Kamp; * 10. Juni 1900 in Essen), und hatte eine Tochter Ruth Isaack (* 6. August 1926 in Essen). Das Ehepaar betrieb ein Haushaltswarengeschäft in Steele. Die Familie Isaack war im Stadtteil angesehen und integriert, dennoch verschlechterte sich nach der Machtergreifung die Situation und sie mussten sich der Denunziation und dem Druck der Behörden aussetzen. Tochter Ruth besuchte die evangelische Sonntagsschule, musste das später aber aufgeben, da ihr Vater Siegfried polizeiliche Verfolgung befürchtet hatte. Siegfried wurde 1936/37 der Prozess wegen angeblicher Steuerhinterziehung gemacht, woraufhin das Geschäft geschlossen wurde. Margarethes Vater Louis Kamp ist 1935 in die Niederlande ausgewandert, der Antrag auf einen Reisepass für einen Besuch des Vaters wurde ihr 1936 verwehrt. 1938 wurde in der Pogromnacht die Wohnung der Familie geplündert und zerstört, Siegfried wurde für drei Wochen festgenommen. Über Bruno Isaack ist wenig bekannt, er zog am 27. November 1939 in das Haus Kaiser-Wilhelm-Straße 4. Die Familie verlor Haus, Grundstück und Geschäft durch Arisierung und musste im Herbst 1940 in das „Judenhaus“ Grendtor 14 umziehen. Alle vier wurden am 22. April 1942 nach Izbica deportiert, wo sie entweder dort oder in einem naheliegenden Vernichtungslager ermordet wurden. |
| Kaiser-Wilhelm-Straße 4 ·     | 4. März 2010 | HIER WOHNTE MARGARETHE ISAACK GEB. KAMP JG. 1900 DEPORTIERT 1942 IZBICA ERMORDET |      | Siegfried Isaack (* 12. September 1896 in Steele), Sohn von Moses und Berta Isaack geborene Perlstein, Bruder von Bruno Isaack (* 10. Juni 1901), war verheiratet mit Margarethe Isaack (geborene Kamp; * 10. Juni 1900 in Essen), und hatte eine Tochter Ruth Isaack (* 6. August 1926 in Essen). Das Ehepaar betrieb ein Haushaltswarengeschäft in Steele. Die Familie Isaack war im Stadtteil angesehen und integriert, dennoch verschlechterte sich nach der Machtergreifung die Situation und sie mussten sich der Denunziation und dem Druck der Behörden aussetzen. Tochter Ruth besuchte die evangelische Sonntagsschule, musste das später aber aufgeben, da ihr Vater Siegfried polizeiliche Verfolgung befürchtet hatte. Siegfried wurde 1936/37 der Prozess wegen angeblicher Steuerhinterziehung gemacht, woraufhin das Geschäft geschlossen wurde. Margarethes Vater Louis Kamp ist 1935 in die Niederlande ausgewandert, der Antrag auf einen Reisepass für einen Besuch des Vaters wurde ihr 1936 verwehrt. 1938 wurde in der Pogromnacht die Wohnung der Familie geplündert und zerstört, Siegfried wurde für drei Wochen festgenommen. Über Bruno Isaack ist wenig bekannt, er zog am 27. November 1939 in das Haus Kaiser-Wilhelm-Straße 4. Die Familie verlor Haus, Grundstück und Geschäft durch Arisierung und musste im Herbst 1940 in das „Judenhaus“ Grendtor 14 umziehen. Alle vier wurden am 22. April 1942 nach Izbica deportiert, wo sie entweder dort oder in einem naheliegenden Vernichtungslager ermordet wurden. |
| Lohmühlental 50 ·             | 19. Dez. 2017 | HIER WOHNTE KARL BAUMERT JG. 1892 IM WIDERSTAND/SPD VERHAFTET 10.8.1943 GEFÄNGNIS ESSEN 'WEHRKRAFTZERSETZUNG' VOLKSGERICHTSHOF BERLIN TODESURTEIL 21.3.1944 HINGERICHTET 2.5.1944 ZUCHTHAUS BRANDENBURG |      | Karl Baumert (* 7. August 1892 in Rotthausen) lebte mit seiner Frau Elisabeth und zwei Kindern im Lohmühlental 50. Er war gelernter Schlosser und arbeitete beim „Westdeutschen Eisenwerk“ und später bei der Glasfabrik „Delog“. Bis zur Machtergreifung war er Mitglied in der SPD und ab 1928 auch Betriebsrat. Nachdem er sich in einer Feldpost an seinen Schwiegersohn negativ über den Verlauf des Zweiten Weltkriegs geäußert hatte, wurde er am 10. August 1943 verhaftet. Der 3. Senat des Berliner Volksgerichtshof verurteilte Karl Baumert am 21. März 1944 wegen „Wehrkraftzersetzung“ zum Tode. Karl Baumert wurde im Zuchthaus Brandenburg am 2. Mai 1944 hingerichtet. |

## Kray
| Adresse                         | Verlegedatum  | Inschrift/Name                                                                       | Bild | Anmerkung |
| ------------------------------- | ------------- | ------------------------------------------------------------------------------------ | ---- | --- |
| Krayer Straße vor St. Barbara · | 20. Sep. 2004 | HIER WOHNTE BERNHARD KREULICH JG. 1890 VERHAFTET 21.7.1943 HINGERICHTET IM MÄRZ 1944 |      | Bernhard Kreulich (* 8. Januar 1890) und seine Frau Maria Kreulich (geborene Budziak; * 3. Oktober 1889) waren in der sogenannten Volksopposition und äußerten sich kritisch gegenüber der Regierung der NSDAP, was am 17. Juli 1943 schließlich zur Anzeige führte. Am 21. Juli 1943 wurden sie verhaftet und ihnen wurde am 28. Januar 1944 vor dem 2. Senat des Volksgerichtshof Berlin der Prozess gemacht, bei dem beide zum Tode verurteilt wurden. Maria Kreulich wurde am 17. März 1944 hingerichtet, ihr Mann Bernhard Kreulich wenig später am 19. März 1944. |
| Krayer Straße vor St. Barbara · | 20. Sep. 2004 | HIER WOHNTE MARIA KREULICH JG. 1889 VERHAFTET 21.7.1943 HINGERICHTET IM MÄRZ 1944    |      | Bernhard Kreulich (* 8. Januar 1890) und seine Frau Maria Kreulich (geborene Budziak; * 3. Oktober 1889) waren in der sogenannten Volksopposition und äußerten sich kritisch gegenüber der Regierung der NSDAP, was am 17. Juli 1943 schließlich zur Anzeige führte. Am 21. Juli 1943 wurden sie verhaftet und ihnen wurde am 28. Januar 1944 vor dem 2. Senat des Volksgerichtshof Berlin der Prozess gemacht, bei dem beide zum Tode verurteilt wurden. Maria Kreulich wurde am 17. März 1944 hingerichtet, ihr Mann Bernhard Kreulich wenig später am 19. März 1944. |

## Freisenbruch
| Adresse                   | Verlegedatum  | Inschrift/Name                                                                   | Bild | Anmerkung |
| ------------------------- | ------------- | -------------------------------------------------------------------------------- | ---- | --- |
| Bochumer Landstraße 353 · | 27. Nov. 2006 | HIER WOHNTE ALFRED MAYER JG. 1887 DEPORTIERT 1942 IZBICA ERMORDET                |      | Carl Mayer (* 11. Juli 1862 in Solingen) heiratete Mitte der 1880er Jahre Sara Mayer, geborene Herz. Sie bekamen fünf Kinder: Alfred Mayer (* 14. August 1887 in Essen), Amalia Mayer (* 1889), Hugo Mayer (* 1890), Max Mayer (* 2. Oktober 1892 in Essen) und Rudolf Mayer (* 25. Mai 1894 in Essen). Alfred, Max und Rudolf Mayer erlernten das Metzgerhandwerk von ihrem Vater, Alfred Mayer machte sich später selbstständig. Rudolf heiratete Theodora Mayer (geborene Neuhaus; * 7. November 1912 in Kirchhundem), Alfred Mayer heiratete Ida Mayer (geborene Bruckmann; * 14. Juli 1884 in Krefeld) und bekam eine Tochter Margot Mayer (* 24. Februar 1915 in Rüttenscheid). Carl Mayer war lange Repräsentant der Synagogengemeinde und wurde von seinem Sohn Alfred abgelöst. In der Nacht des Novemberpogroms 1938 wurde Carl Mayer nicht verhaftet, da man wahrscheinlich aufgrund seines hohen Alters keine Akte über ihn angelegt hatte. Max und Rudolf Mayer wurden verhaftet und ins KZ Dachau transportiert. Max wurde nach fünf Wochen, Rudolf nach sechs Wochen entlassen. Dennoch wurden sie weiter verfolgt und unter Druck gesetzt. Wohnung und Ladengeschäft von Alfred Mayer wurden im November 1938 zerstört und geplündert. Margot Mayer, Tochter von Alfred und Ida Mayer, konnte im September 1938 in die Niederlande ausreisen. 1939 wurde Familie Mayer mehrfach verhaftet und unter Druck gesetzt, ihre Wohnungen und Geschäfte wurden „arisiert“. Familie Mayer wurde 1940 in die Bochumer Landstraße 353 umgesiedelt. Am 22. April 1942 wurden Alfred und seine Frau Ida Mayer sowie sein Bruder Rudolf Mayer und dessen Frau Theodora Mayer nach Izbica deportiert, wo sie kurze Zeit später getötet wurden. Am 29. April 1942 wurden Max und Carl Mayer ins Barackenlager Holbeckshof umgesiedelt. Von dort wurde Carl Mayer am 21. Juli 1942 nach Theresienstadt deportiert, wo er am 13. Oktober ermordet wurde. Max Mayer kam am 7. August 1942 in die Hindenburgstraße 22. Margot Mayer wurde 1942 in den Niederlanden von den deutschen Besatzern verhaftet und zunächst ins Lager Westerbork und am 24. August 1942 ins Vernichtungslager Auschwitz-Birkenau transportiert, wo sie am 27. August ermordet wurde. Max Mayer wurde am 1. März 1943 als „letzter Steeler Jude“ nach Auschwitz deportiert und ermordet. |
| Bochumer Landstraße 353 · | 27. Nov. 2006 | HIER WOHNTE CARL MAYER JG. 1862 THERESIENSTADT ERMORDET 13.10.1942               |      | Carl Mayer (* 11. Juli 1862 in Solingen) heiratete Mitte der 1880er Jahre Sara Mayer, geborene Herz. Sie bekamen fünf Kinder: Alfred Mayer (* 14. August 1887 in Essen), Amalia Mayer (* 1889), Hugo Mayer (* 1890), Max Mayer (* 2. Oktober 1892 in Essen) und Rudolf Mayer (* 25. Mai 1894 in Essen). Alfred, Max und Rudolf Mayer erlernten das Metzgerhandwerk von ihrem Vater, Alfred Mayer machte sich später selbstständig. Rudolf heiratete Theodora Mayer (geborene Neuhaus; * 7. November 1912 in Kirchhundem), Alfred Mayer heiratete Ida Mayer (geborene Bruckmann; * 14. Juli 1884 in Krefeld) und bekam eine Tochter Margot Mayer (* 24. Februar 1915 in Rüttenscheid). Carl Mayer war lange Repräsentant der Synagogengemeinde und wurde von seinem Sohn Alfred abgelöst. In der Nacht des Novemberpogroms 1938 wurde Carl Mayer nicht verhaftet, da man wahrscheinlich aufgrund seines hohen Alters keine Akte über ihn angelegt hatte. Max und Rudolf Mayer wurden verhaftet und ins KZ Dachau transportiert. Max wurde nach fünf Wochen, Rudolf nach sechs Wochen entlassen. Dennoch wurden sie weiter verfolgt und unter Druck gesetzt. Wohnung und Ladengeschäft von Alfred Mayer wurden im November 1938 zerstört und geplündert. Margot Mayer, Tochter von Alfred und Ida Mayer, konnte im September 1938 in die Niederlande ausreisen. 1939 wurde Familie Mayer mehrfach verhaftet und unter Druck gesetzt, ihre Wohnungen und Geschäfte wurden „arisiert“. Familie Mayer wurde 1940 in die Bochumer Landstraße 353 umgesiedelt. Am 22. April 1942 wurden Alfred und seine Frau Ida Mayer sowie sein Bruder Rudolf Mayer und dessen Frau Theodora Mayer nach Izbica deportiert, wo sie kurze Zeit später getötet wurden. Am 29. April 1942 wurden Max und Carl Mayer ins Barackenlager Holbeckshof umgesiedelt. Von dort wurde Carl Mayer am 21. Juli 1942 nach Theresienstadt deportiert, wo er am 13. Oktober ermordet wurde. Max Mayer kam am 7. August 1942 in die Hindenburgstraße 22. Margot Mayer wurde 1942 in den Niederlanden von den deutschen Besatzern verhaftet und zunächst ins Lager Westerbork und am 24. August 1942 ins Vernichtungslager Auschwitz-Birkenau transportiert, wo sie am 27. August ermordet wurde. Max Mayer wurde am 1. März 1943 als „letzter Steeler Jude“ nach Auschwitz deportiert und ermordet. |
| Bochumer Landstraße 353 · | 27. Nov. 2006 | HIER WOHNTE MAX MAYER JG. 1892 DEPORTIERT 1943 ERMORDET IN AUSCHWITZ             |      | Carl Mayer (* 11. Juli 1862 in Solingen) heiratete Mitte der 1880er Jahre Sara Mayer, geborene Herz. Sie bekamen fünf Kinder: Alfred Mayer (* 14. August 1887 in Essen), Amalia Mayer (* 1889), Hugo Mayer (* 1890), Max Mayer (* 2. Oktober 1892 in Essen) und Rudolf Mayer (* 25. Mai 1894 in Essen). Alfred, Max und Rudolf Mayer erlernten das Metzgerhandwerk von ihrem Vater, Alfred Mayer machte sich später selbstständig. Rudolf heiratete Theodora Mayer (geborene Neuhaus; * 7. November 1912 in Kirchhundem), Alfred Mayer heiratete Ida Mayer (geborene Bruckmann; * 14. Juli 1884 in Krefeld) und bekam eine Tochter Margot Mayer (* 24. Februar 1915 in Rüttenscheid). Carl Mayer war lange Repräsentant der Synagogengemeinde und wurde von seinem Sohn Alfred abgelöst. In der Nacht des Novemberpogroms 1938 wurde Carl Mayer nicht verhaftet, da man wahrscheinlich aufgrund seines hohen Alters keine Akte über ihn angelegt hatte. Max und Rudolf Mayer wurden verhaftet und ins KZ Dachau transportiert. Max wurde nach fünf Wochen, Rudolf nach sechs Wochen entlassen. Dennoch wurden sie weiter verfolgt und unter Druck gesetzt. Wohnung und Ladengeschäft von Alfred Mayer wurden im November 1938 zerstört und geplündert. Margot Mayer, Tochter von Alfred und Ida Mayer, konnte im September 1938 in die Niederlande ausreisen. 1939 wurde Familie Mayer mehrfach verhaftet und unter Druck gesetzt, ihre Wohnungen und Geschäfte wurden „arisiert“. Familie Mayer wurde 1940 in die Bochumer Landstraße 353 umgesiedelt. Am 22. April 1942 wurden Alfred und seine Frau Ida Mayer sowie sein Bruder Rudolf Mayer und dessen Frau Theodora Mayer nach Izbica deportiert, wo sie kurze Zeit später getötet wurden. Am 29. April 1942 wurden Max und Carl Mayer ins Barackenlager Holbeckshof umgesiedelt. Von dort wurde Carl Mayer am 21. Juli 1942 nach Theresienstadt deportiert, wo er am 13. Oktober ermordet wurde. Max Mayer kam am 7. August 1942 in die Hindenburgstraße 22. Margot Mayer wurde 1942 in den Niederlanden von den deutschen Besatzern verhaftet und zunächst ins Lager Westerbork und am 24. August 1942 ins Vernichtungslager Auschwitz-Birkenau transportiert, wo sie am 27. August ermordet wurde. Max Mayer wurde am 1. März 1943 als „letzter Steeler Jude“ nach Auschwitz deportiert und ermordet. |
| Bochumer Landstraße 353 · | 27. Nov. 2006 | HIER WOHNTE RUDOLF MAYER JG. 1887 DEPORTIERT 1942 IZBICA ERMORDET                |      | Carl Mayer (* 11. Juli 1862 in Solingen) heiratete Mitte der 1880er Jahre Sara Mayer, geborene Herz. Sie bekamen fünf Kinder: Alfred Mayer (* 14. August 1887 in Essen), Amalia Mayer (* 1889), Hugo Mayer (* 1890), Max Mayer (* 2. Oktober 1892 in Essen) und Rudolf Mayer (* 25. Mai 1894 in Essen). Alfred, Max und Rudolf Mayer erlernten das Metzgerhandwerk von ihrem Vater, Alfred Mayer machte sich später selbstständig. Rudolf heiratete Theodora Mayer (geborene Neuhaus; * 7. November 1912 in Kirchhundem), Alfred Mayer heiratete Ida Mayer (geborene Bruckmann; * 14. Juli 1884 in Krefeld) und bekam eine Tochter Margot Mayer (* 24. Februar 1915 in Rüttenscheid). Carl Mayer war lange Repräsentant der Synagogengemeinde und wurde von seinem Sohn Alfred abgelöst. In der Nacht des Novemberpogroms 1938 wurde Carl Mayer nicht verhaftet, da man wahrscheinlich aufgrund seines hohen Alters keine Akte über ihn angelegt hatte. Max und Rudolf Mayer wurden verhaftet und ins KZ Dachau transportiert. Max wurde nach fünf Wochen, Rudolf nach sechs Wochen entlassen. Dennoch wurden sie weiter verfolgt und unter Druck gesetzt. Wohnung und Ladengeschäft von Alfred Mayer wurden im November 1938 zerstört und geplündert. Margot Mayer, Tochter von Alfred und Ida Mayer, konnte im September 1938 in die Niederlande ausreisen. 1939 wurde Familie Mayer mehrfach verhaftet und unter Druck gesetzt, ihre Wohnungen und Geschäfte wurden „arisiert“. Familie Mayer wurde 1940 in die Bochumer Landstraße 353 umgesiedelt. Am 22. April 1942 wurden Alfred und seine Frau Ida Mayer sowie sein Bruder Rudolf Mayer und dessen Frau Theodora Mayer nach Izbica deportiert, wo sie kurze Zeit später getötet wurden. Am 29. April 1942 wurden Max und Carl Mayer ins Barackenlager Holbeckshof umgesiedelt. Von dort wurde Carl Mayer am 21. Juli 1942 nach Theresienstadt deportiert, wo er am 13. Oktober ermordet wurde. Max Mayer kam am 7. August 1942 in die Hindenburgstraße 22. Margot Mayer wurde 1942 in den Niederlanden von den deutschen Besatzern verhaftet und zunächst ins Lager Westerbork und am 24. August 1942 ins Vernichtungslager Auschwitz-Birkenau transportiert, wo sie am 27. August ermordet wurde. Max Mayer wurde am 1. März 1943 als „letzter Steeler Jude“ nach Auschwitz deportiert und ermordet. |
| Bochumer Landstraße 353 · | 27. Nov. 2006 | HIER WOHNTE IDA MAYER GEB. BRUCKMANN JG. 1884 DEPORTIERT 1942 IZBICA ERMORDET    |      | Carl Mayer (* 11. Juli 1862 in Solingen) heiratete Mitte der 1880er Jahre Sara Mayer, geborene Herz. Sie bekamen fünf Kinder: Alfred Mayer (* 14. August 1887 in Essen), Amalia Mayer (* 1889), Hugo Mayer (* 1890), Max Mayer (* 2. Oktober 1892 in Essen) und Rudolf Mayer (* 25. Mai 1894 in Essen). Alfred, Max und Rudolf Mayer erlernten das Metzgerhandwerk von ihrem Vater, Alfred Mayer machte sich später selbstständig. Rudolf heiratete Theodora Mayer (geborene Neuhaus; * 7. November 1912 in Kirchhundem), Alfred Mayer heiratete Ida Mayer (geborene Bruckmann; * 14. Juli 1884 in Krefeld) und bekam eine Tochter Margot Mayer (* 24. Februar 1915 in Rüttenscheid). Carl Mayer war lange Repräsentant der Synagogengemeinde und wurde von seinem Sohn Alfred abgelöst. In der Nacht des Novemberpogroms 1938 wurde Carl Mayer nicht verhaftet, da man wahrscheinlich aufgrund seines hohen Alters keine Akte über ihn angelegt hatte. Max und Rudolf Mayer wurden verhaftet und ins KZ Dachau transportiert. Max wurde nach fünf Wochen, Rudolf nach sechs Wochen entlassen. Dennoch wurden sie weiter verfolgt und unter Druck gesetzt. Wohnung und Ladengeschäft von Alfred Mayer wurden im November 1938 zerstört und geplündert. Margot Mayer, Tochter von Alfred und Ida Mayer, konnte im September 1938 in die Niederlande ausreisen. 1939 wurde Familie Mayer mehrfach verhaftet und unter Druck gesetzt, ihre Wohnungen und Geschäfte wurden „arisiert“. Familie Mayer wurde 1940 in die Bochumer Landstraße 353 umgesiedelt. Am 22. April 1942 wurden Alfred und seine Frau Ida Mayer sowie sein Bruder Rudolf Mayer und dessen Frau Theodora Mayer nach Izbica deportiert, wo sie kurze Zeit später getötet wurden. Am 29. April 1942 wurden Max und Carl Mayer ins Barackenlager Holbeckshof umgesiedelt. Von dort wurde Carl Mayer am 21. Juli 1942 nach Theresienstadt deportiert, wo er am 13. Oktober ermordet wurde. Max Mayer kam am 7. August 1942 in die Hindenburgstraße 22. Margot Mayer wurde 1942 in den Niederlanden von den deutschen Besatzern verhaftet und zunächst ins Lager Westerbork und am 24. August 1942 ins Vernichtungslager Auschwitz-Birkenau transportiert, wo sie am 27. August ermordet wurde. Max Mayer wurde am 1. März 1943 als „letzter Steeler Jude“ nach Auschwitz deportiert und ermordet. |
| Bochumer Landstraße 353 · | 27. Nov. 2006 | HIER WOHNTE THEODORA MAYER GEB. NEUHAUS JG. 1912 DEPORTIERT 1942 IZBICA ERMORDET |      | Carl Mayer (* 11. Juli 1862 in Solingen) heiratete Mitte der 1880er Jahre Sara Mayer, geborene Herz. Sie bekamen fünf Kinder: Alfred Mayer (* 14. August 1887 in Essen), Amalia Mayer (* 1889), Hugo Mayer (* 1890), Max Mayer (* 2. Oktober 1892 in Essen) und Rudolf Mayer (* 25. Mai 1894 in Essen). Alfred, Max und Rudolf Mayer erlernten das Metzgerhandwerk von ihrem Vater, Alfred Mayer machte sich später selbstständig. Rudolf heiratete Theodora Mayer (geborene Neuhaus; * 7. November 1912 in Kirchhundem), Alfred Mayer heiratete Ida Mayer (geborene Bruckmann; * 14. Juli 1884 in Krefeld) und bekam eine Tochter Margot Mayer (* 24. Februar 1915 in Rüttenscheid). Carl Mayer war lange Repräsentant der Synagogengemeinde und wurde von seinem Sohn Alfred abgelöst. In der Nacht des Novemberpogroms 1938 wurde Carl Mayer nicht verhaftet, da man wahrscheinlich aufgrund seines hohen Alters keine Akte über ihn angelegt hatte. Max und Rudolf Mayer wurden verhaftet und ins KZ Dachau transportiert. Max wurde nach fünf Wochen, Rudolf nach sechs Wochen entlassen. Dennoch wurden sie weiter verfolgt und unter Druck gesetzt. Wohnung und Ladengeschäft von Alfred Mayer wurden im November 1938 zerstört und geplündert. Margot Mayer, Tochter von Alfred und Ida Mayer, konnte im September 1938 in die Niederlande ausreisen. 1939 wurde Familie Mayer mehrfach verhaftet und unter Druck gesetzt, ihre Wohnungen und Geschäfte wurden „arisiert“. Familie Mayer wurde 1940 in die Bochumer Landstraße 353 umgesiedelt. Am 22. April 1942 wurden Alfred und seine Frau Ida Mayer sowie sein Bruder Rudolf Mayer und dessen Frau Theodora Mayer nach Izbica deportiert, wo sie kurze Zeit später getötet wurden. Am 29. April 1942 wurden Max und Carl Mayer ins Barackenlager Holbeckshof umgesiedelt. Von dort wurde Carl Mayer am 21. Juli 1942 nach Theresienstadt deportiert, wo er am 13. Oktober ermordet wurde. Max Mayer kam am 7. August 1942 in die Hindenburgstraße 22. Margot Mayer wurde 1942 in den Niederlanden von den deutschen Besatzern verhaftet und zunächst ins Lager Westerbork und am 24. August 1942 ins Vernichtungslager Auschwitz-Birkenau transportiert, wo sie am 27. August ermordet wurde. Max Mayer wurde am 1. März 1943 als „letzter Steeler Jude“ nach Auschwitz deportiert und ermordet. |